# Киреев, Алексей Иванович (Герой Советского Союза)
Алексей Иванович Кире́ев (8 марта 1908 — 4 марта 1957) — советский военный лётчик и военачальник. Герой Советского Союза (15.05.1946), полковник.

## Биография
Родился 8 марта 1908 года в переселенческом посёлке Ново-Алексеевском в семье рабочего-железнодорожника. Русский. Вскоре с семьёй переехал в Читу, а после гражданской войны — в Мариинск.
Окончил 7 классов средней школы. Работал на железной дороге в городе Мариинск Сибирского края, ныне в Кемеровской области.

### Довоенный период
В 1929 году призван на срочную службу в ряды РККА. Участвовал в конфликте на Китайско-Восточной железной дороге с 12 октября по 22 декабря 1929 года. Был дважды ранен. Член ВКП(б) с 1930 года. В 1932 году окончил пограничную школу среднего начальствующего состава ОГПУ, по окончании которой в 1933 году был направлен в Борисоглебскую военно-авиационную школу лётчиков. Окончив школу, был направлен для дальнейшего прохождения службы на Украину, где прослужил в 1-м авиационном отряде ОГПУ (НКВД) последовательно занимая должности: лётчика, старшего лётчика, командира звена. В 1939 году переведён в ВВС РККА, проходил службу в качестве лётчика-инструктора в военной школе лётчиков.

### Во время Великой Отечественной войны

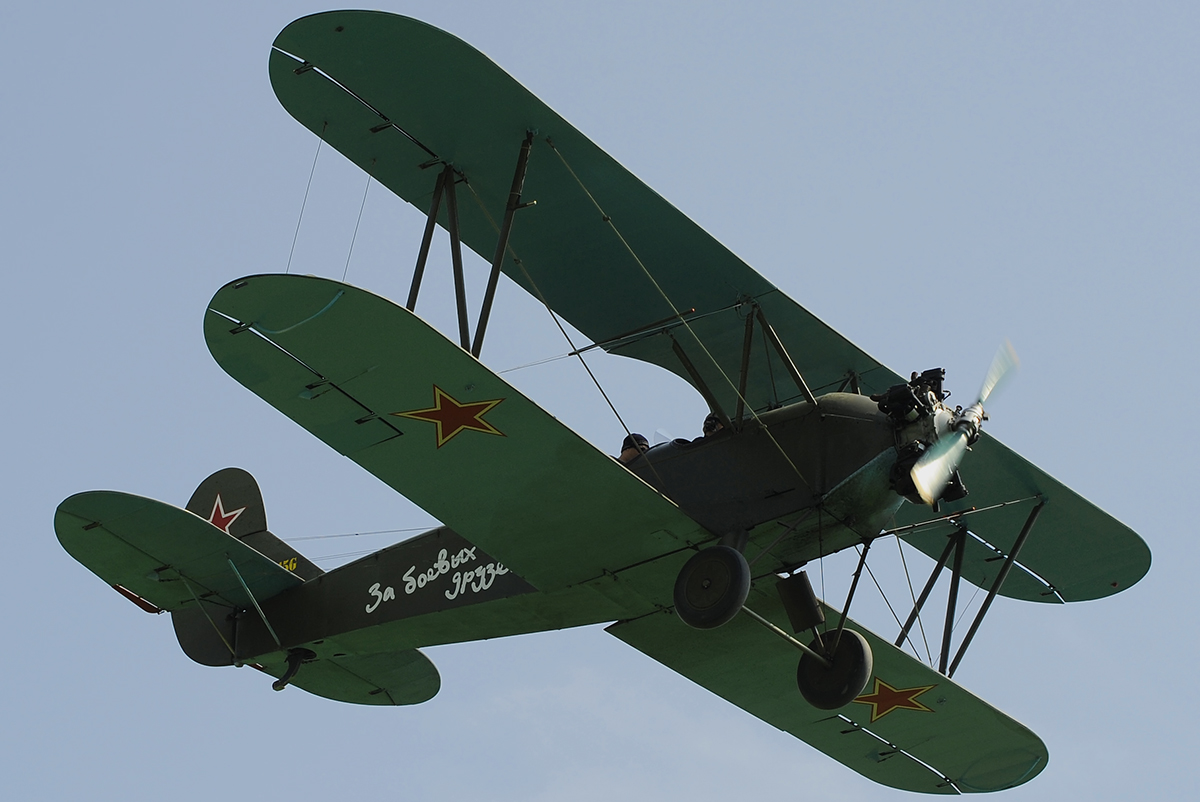
Самолёт По-2.

На фронтах Великой Отечественной войны с 6 февраля 1942 г. Летал на самолётах У-2, Р-5, И-4 (АНТ-5), Ил-2. Прошел все ступени от командира звена до командира 809-го штурмового авиационного полка.
К 17 июля 1942 года командир 1-й эскадрильи 708-го авиационного полка старший лейтенант Киреев А. И. имел общий налет около 2 000 часов, из них днем — 1800 часов и ночью — 200 часов, выполнил 96 боевых вылетов, из них 23 — ночью, выполнил задание командования по спасению экипажа бомбардировщика СБ, потерявшего ориентировку и выполнившего посадку в тылу противника из-за выработки топлива. В сложных метеорологических условиях старший лейтенант А. И. Киреев обнаружил самолёт, выполнил посадку, перевез топливо, баллон со сжатым воздухом и экипаж. Бомбардировщик СБ благополучно вернулся на свой аэродром. За выполненное задания командования и 28 боевых вылетов в тыл противника с посадкой на партизанских аэродромах старший лейтенант Киреев А. И. 11 апреля 1942 года был представлен к первой своей награде — ордену Красного Знамени.
После вывода 708-го легкобомбардировочного авиационного полка в тыл и его расформирование, был направлен на переучивание на новый самолёт — Ил-2. Окончив переучивание направлен на должность заместителя командира-штурмана 235-го штурмового авиационного полка 264-й Киевской Краснознаменной штурмовой авиационной дивизии 5-го штурмового авиационного корпуса. В конце 1943 года был переведён на должность штурмана 809-го штурмового авиационного полка 264-й Киевской Краснознаменной штурмовой авиационной дивизии 5-го штурмового авиационного корпуса. В августе 1944 года назначен на должность командира 809-го штурмового авиационного полка. 
Командир 809-го штурмового авиационного полка (264-й штурмовой авиационной дивизии, 5-го штурмового авиационного корпуса, 4-й воздушной армии) подполковник А. И. Киреев к ноябрю 1944 г. выполнил 131 боевой вылет, в том числе 103 боевых вылета на штурмовике Ил-2 на бомбардировку и штурмовку живой силы и техники противника, и 28 боевых вылетов на самолёте на По-2 с посадками в тылу врага. При этом уничтожил и повредил 16 танков, 41 автомашину, 6 минометных точек, 2 самолёта, 4 склада с боеприпасами, 10 укрепленных узлов и дзотов. В воздушных боях сбил немецкий самолёт Ju-88.
За личный героизм и отвагу, Указом Президиума Верховного Совета СССР от 15 мая 1946 года подполковнику Кирееву Алексею Ивановичу присвоено звание Героя Советского Союза с вручением медали Золотая Звезда и ордена Ленина с вручением ордена Ленина и медали «Золотая Звезда» (№ 6229).

### Участие в операциях и сражениях

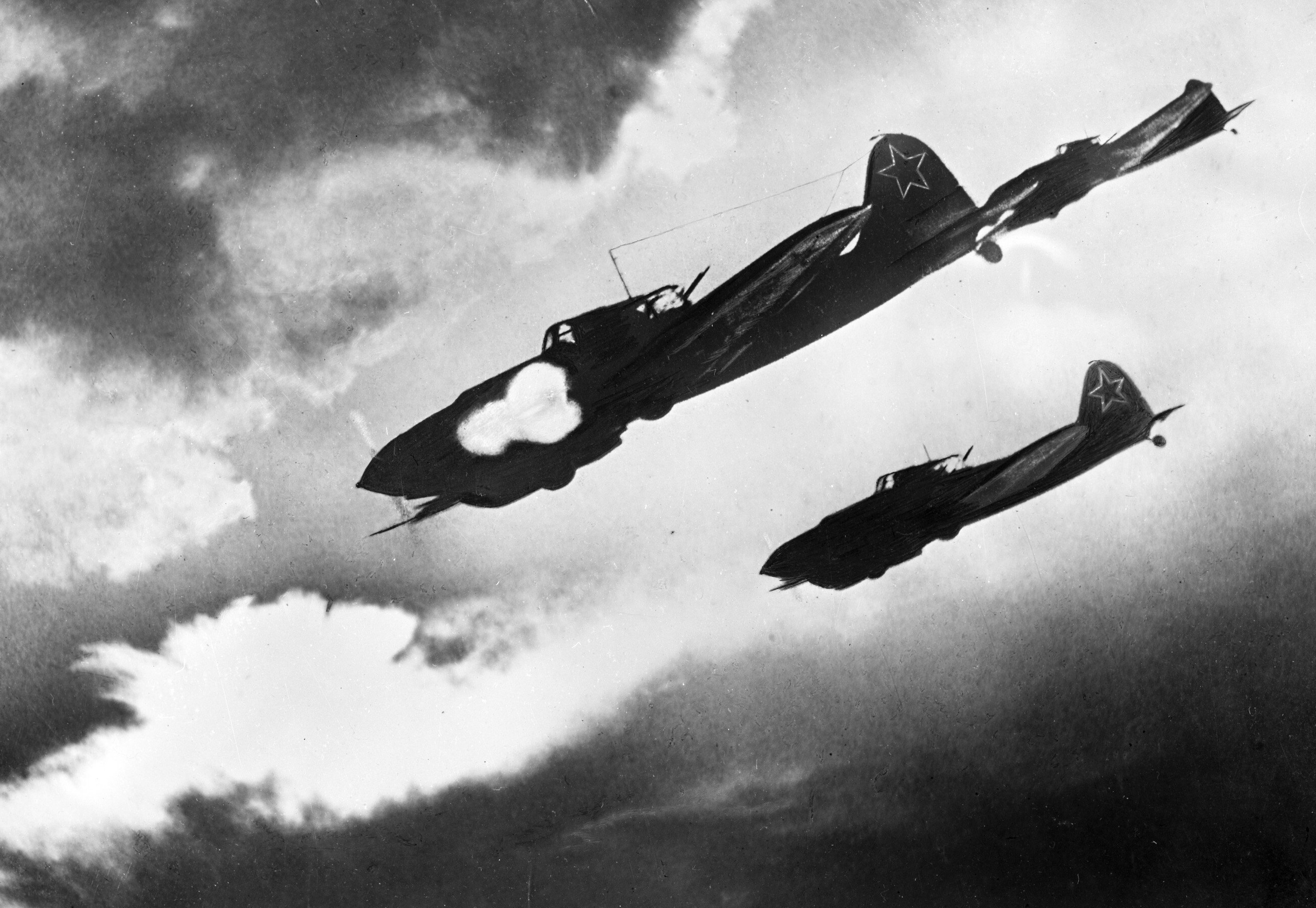
Штурмовик Ил-2 атакует.

Воевал на Калининском, Воронежском, 1-м Украинском и 2-м Украинском фронтах. Принимал участие в операциях и сражениях:
- Курская битва с 5 июля 1943 года по 23 августа 1943 года;
- Белгородско-Харьковская операция «Румянцев» с 3 авгу-ста 1943 года по 23 августа 1943 года;
- Киевская операция с 3 ноября 1943 года по 22 декабря 1943 года;
- Житомирско-Бердичевская операция с 24 декабря 1943 года по 14 января 1944 года;
- Корсунь-Шевченковская операция с 24 января по 17 февраля 1944 года;
- Проскуровско-Черновицкая операция с 4 марта 1944 года по 17 апреля 1944 года;
- Львовско-Сандомирская операция с 13 июля 1944 года по 3 августа 1944 года;
- Будапештская операция с 29 октября 1944 года по 13 февраля 1945 года;
- Венская операция с 16 марта 1945 года по 15 апреля 1945 года;
- Братиславско-Брновская операция с 25 марта 1945 года по 5 мая 1945 года;
- Пражская операция с 6 мая 1945 года по 11 мая 1945 года.

### После войны
После войны продолжал службу в ВВС. Командовал авиационным полком. С марта 1947 года назначен начальником Омского аэроклуба Осоавиахима (затем ДОСААФ). С 1955 года полковник А. И. Киреев — в запасе. Жил в городе Моршанск Тамбовской области.
Скончался 4 марта 1957 года. Похоронен на Безымянском кладбище города Самара.

## Награды
- Медаль «Золотая Звезда» Героя Советского Союза[4] (№ 6229, 15.05.1946)
- Орден Ленина[4] (15.05.1946)
- Два ордена Красного Знамени (17.07.1942[2], 31.01.1944[5])
- орден Александра Невского[6] (20.10.1943)
- Орден Отечественной войны 1-й степени[7] (18.08.1944)
- Орден Красной Звезды (3.11.1944)
- Медали.